# Gespikkelde zeepissebed
De gespikkelde zeepissebed (Idotea granulosa) is een pissebeddensoort uit de familie Idoteidae.  De wetenschappelijke naam van de soort is voor het eerst geldig gepubliceerd in 1843 door Rathke.

## Beschrijving
De gespikkelde zeepissebed heeft een langwerpig lichaam dat ovaal van vorm is, naar achteren scherp vernauwt en dorsoventraal afgeplat. De antennes zijn minder dan een vijfde van de totale lichaamslengte. Mannetjes zijn 5-20 mm lang, terwijl vrouwtjes 6-13 mm lang zijn. Deze zeepissebed is uniform bruin, rood of groen met af en toe witte longitudinale markeringen langs de rug. Bij volwassenen versmalt het achterdeel (pleotelson) aanvankelijk vrij scherp met concave zijkanten en uitlopend in een duidelijke, stompe punt. Dit is een soort die zich voedt met algen, op open, maar niet overbelichte kusten.